# 닉슨 독트린
닉슨 독트린(영어: Nixon Doctrine) 또는 괌 독트린(영어: Guam Doctrine)은 당시 미국의 대통령 리처드 닉슨이 1969년 7월 25일 괌에서 발표한 외교정책이다. 1970년 2월 국회에 보낸 외교교서를 통하여 닉슨 독트린을 세계에 선포하였다. 공중공격이나 위협에 대해서는 아시아 여러 나라 당사자들 자신이 저항·저지해야 된다는 입장을 선언한 이 원칙은 미국의 재래식 아시아 방위 개념을 전폭 수정한 것으로 1980년대까지 영향을 주었다.

## 내용
1. 미국은 앞으로 베트남 전쟁과 같은 군사적 개입을 피한다.
2. 미국은 아시아 여러 나라들과의 조약상 약속을 지키지만, 핵무기에 의한 위협의 경우를 제외하고는 내란이나 침략에 대하여 아시아 각국이 스스로 협력하여 대처하여야 할 것이다.
3. 미국은 ‘태평양 국가’로서 지역에서 중요한 역할을 계속하지만 직접적, 군사적 또는 정치적인 과잉개입은 하지 않으며 스스로의 의사를 가진 아시아 각국의 자주적 행동을 측면 지원한다.
4. 아시아의 각국에 대한 원조는 경제중심으로 바꾸며 여러 나라 상호 원조 방식을 강화하여 미국의 과중한 부담을 피한다.
5. 아시아의 각국이 5∼10년의 장래에는 상호안전보장을 위한 군사기구를 만들기를 기대한다.

## 발생 배경
1969년 1월에 등장한 닉슨 행정부는 베트남 전쟁을 수행하는 과정에서 붕괴된 대외 정책에 대한 국내적 합의 기반을 다시 형성하려고 하였다. 이러한 합의를 형성하기 위한 방안으로서 새로운 대외 정책의 기조는 ‘미국의 정치적 및 군사적인 후퇴와 국제 체제에서의 미국의 적절한 조화가 가능할 것이냐’라는 질문에 대한 답을 모색함으로써 도출될 수 있었다. 후에 닉슨 독트린으로 명명되는 괌 독트린은 이러한 질문에 대한 답을 공개적으로 천명한 것으로 볼 수 있다.
닉슨 독트린은 자신이 직면한 대내외적인 환경에 대한 미국의 인식상의 중대한 변화를 반영하는 것이었다. 여기에서 인식의 변화란 냉전 전략을 수행함에 있어서 미국의 능력을 종래에 비하여 적절한 수준으로 낮춘 것을 의미한다. 이러한 미국의 인식 전환은 냉전 수행의 두 축인 유럽과 동아시아에 대하여 미국이 이전과 같은 적극적 역할을 맡기는 힘들다는 판단을 전제로 한 것이었다. 또한 이러한 역할의 후퇴 모색은 아시아 지역에서의 공산주의 위협에 대한 미국의 위협인식의 상대적 하락도 수반하였다. 따라서 닉슨 행정부의 대아시아 정책은 미국의 소극적인 자세와 보조적 역할을 강조하는 방향으로 구체화되었다. 그리고 괌 독트린 을 통하여 미국은 이렇게 변화된 대아시아 정책을 공개적으로 천명되었다.

## 내용
1969년 7월 25일 닉슨 대통령은 괌에서 백악관 수행기자단과 가진 기자회견을 통하여 동아시아 동맹국들의 자주국방능력 강화와 미국의 부담감축 방침을 천명하였다. 이 회견에서 닉슨은 “길지 않은 기간 동안 미국은 세 번이나 태평양을 건너 아시아에서 싸워야 했다. 일본과의 태평양전쟁, 한국전쟁, 그리고 아직도 끝이 나지 않은 베트남 전쟁이 그것이다. 2차 대전 이후 아시아처럼 미국의 국가적 자원을 소모시킨 지역은 일찍이 없었다. 아시아에서 미국의 직접적인 출혈은 더 이상 계속되어서는 안 된다”고 선언하였다. 그러면서 그는 동아시아 동맹국들에 대한 미국의 정책이 견지해야 할 원칙을 다음과 같이 밝혔다.
1. 미국은 우방 및 동맹국들에 대한 조약상의 의무는 지킨다.
2. 동맹국이나 기타 미국 및 기타 전체의 안보에 절대 필요한 국가의 안정에 대한 핵보유국의 위협에 대해서는 미국이 핵우산을 제공한다.
3. 핵공격 이외의 공격에 대해서는 당사국이 그 1차적 방위 책임을 져야 하고 미국은 군사 및 경제원조만 제공한다.
4. 군사적 개입도를 줄인다.[3]

## 역사적 의의
괌 독트린은 동아시아 동맹국에 대한 미국의 정책 변화라는 측면에서 한•미관계에도 중요한 의미를 지닌다고 볼 수 있다. 괌 독트린의 천명 이후 미국의 동아시아 동맹국에 대한 정책은 ‘베트남전의 베트남화(Vietnamization of the Vietman War)’를 통하여 구체화되었다. 이 정책은 동아시아 동맹국의 방위에 대하여 보다 축소된 역할을 모색한 것이었다. 더불어 이 정책은 미국의 역할 축소가 미국의 안보 공약에 대한 신뢰도를 저하시키는 것을 방지코자 하는 고려 또한 반영한 것이었다. 상기한 두 가지 고려는 상호 딜레마의 관계에 있는 바, 미국은 이러한 딜레마를 해결하기 위하여 동아시아의 각 동맹국에 주둔하고 있는 미군 규모의 감군을 기존 동맹국의 국방력의 증대와 연계시켜 추진시켰다. 그리고 이러한 정책 추진을 베트남 전쟁에 일차적으로 적용시켰다. 즉 미국은 베트남으로부터 미국 지상군을 철수시키면서 동시에 남베트남의 국방력을 강화시키는 전략을 추진한 것이다.
베트남 정책에 대한 이러한 미국의 변화는 미국의 대한 정책에도 같은 논리로 적용되었다. 다시 말해 미국은 ‘한국 안보의 한국화(Koreanization of Korea Security)’라는 논리를 바탕으로 닉슨 독트린을 한국에 적용시켰던 것이다. 이러한 논리에 따라 닉슨 행정부는 주한 미군의 감군과 한국 국방력의 증대를 병행추진 하였다. 나아가 이 논리는 한국안보의 한국화를 달성하는 지표로서 한국군의 역량 증대에 따라서 주한 미군의 추가 감군도 가능하다는 논리도 내포하였다. 따라서 괌 독트린 은 주한 미군의 감군 및 추가 감군을 둘러싸고 향후 전개되는 한국과 미국 사이의 갈등을 예고하는 것이었다.

## 트럼프 행정부
2016년 대통령으로 선출된 미국 공화당 도널드 트럼프는 1987년 12월 미국 공화당 리처드 닉슨 전 대통령으로부터 받은 편지를 백악관 벽에 걸어놓겠다고 말했다. 편지에서 닉슨은 트럼프가 대통령이 될 거라고 말했다. 트럼프는 현재 닉슨 일가와 가까운 사이다. 닉슨 전 대통령의 손자 크리스토퍼는 2016년 11월 플로리다주 마러라고에서 열린 트럼프의 추수감사절 행사에 참석했다.
2016년 12월 20일, 워싱턴포스트는 도널드 트럼프 미국 대통령 당선인이 과거 냉전 시대 리처드 닉슨 전 대통령식의 미치광이 이론(the Madman Theory)을 외교전략에 활용하고 있다고 분석했다.
미국기업연구소(AEI)의 니콜라스 에버스타트는 과거 닉슨이 그랬듯이 외교에서는 상대국가가 예측하지 못하는 비합리성을 가진 것처럼 행동하는 것이 유리한데, 트럼프는 닉슨보다 그런 경향이 더 강하다고 분석했다.
전직 CIA 요원인 폴 필러는 "트럼프는 (CIA에 대한) 복수를 감행할 것"이라며 "트럼프는 CIA와 극심한 갈등을 벌였던 리처드 닉슨보다 더한 보복을 할 것"이라고 우려했다. 워싱턴포스트에 따르면 트럼프는 CIA가 보고하는 일일 안보브리핑에 관심이 없다. 대신 부통령 당선자인 마이크 펜스가 브리핑을 듣는다. CIA가 불만을 갖게 된 이유 중 하나다. CIA는 선거기간 중에도 "러시아가 트럼프를 도왔다"고 주장했다. 하지만 근거를 내놓지는 못했다.
1970년대 한국은 닉슨 독트린 등 미국 공화당 리처드 닉슨 대통령의 새로운 외교정책에 크게 당황했었다. 제2의 닉슨 쇼크가 한국에 발생할 수 있다는 우려가 있다.
닉슨 쇼크는 지난 1971년 리처드 닉슨 미국 대통령이 경상수지 악화를 막기 위해 대부분의 수입품에 10%의 관세를 추가로 매기고 금태환제를 폐지해 세계 경제를 충격으로 몰아넣은 사건이다. 당시 한국의 경제성장률은 절반으로 떨어졌고 수출 증가율은 10년래 최저치를 기록했다. 이 같은 경제적 충격은 1972년 사상 초유의 ‘8·3 사채동결 조치’로 연결됐다.
박정희 대통령의 핵무기 개발 계획은 닉슨 독트린 때문이었다. 닉슨 독트린으로 동두천 캠프 케이시에 주둔했던 주한미군 7사단 2만여명이 일방적으로 철수했으며, 당황한 박정희 정부가 독자 핵무장을 서두르는 계기가 되었다. 그런데, 트럼프는 닉슨과 개인적으로 친하며, 닉슨의 보좌관을 대선 캠프에서 채용했으며, 닉슨과 동일하거나 비슷한 외교정책을 주장하고 있다.

## 대한민국의 닉슨 독트린 관련 연표
- 1968년 11월, 미국 공화당 리처드 닉슨이 제37대 대통령에 당선되었다.
- 1969년 7월 25일, 닉슨 대통령이 괌에서 외교정책인 닉슨 독트린을 발표했다. 괌 독트린이라고도 부른다.
- 1970년 2월, 의회에 보낸 외교교서를 통해 닉슨 독트린을 세계에 선포했다.
- 1970년 7월, 월리엄 로저스 미국 국무장관이 베트남 공화국 사이공에서 최규하 외무장관에게 통고한 "주한미군 2만명 철수"를 통고했다.
- 1971년 4월 2일, 동두천 캠프 케이시에 주둔했던 주한미군 7사단 2만여명이 일방적으로 미국으로 철수해, 해산되었다. 한국전쟁 개전초기에 한국군이 전멸해, 일본으로 망명하려던 한국 정치인들을 미군이 인천상륙작전으로 북한군을 전멸시켜서 구해주었기 때문에, 주한미군의 전격 철수는 한국에 대단한 충격과 공포였다.
- 1971년 12월 27일, 박정희 대통령이 청와대에서 핵탄두 탑재용 탄도 미사일 개발을 지시했다. 미국이 서독에 16발을 배치한 MGM-31A 퍼싱 I 핵미사일을 모방해서 1976년까지 개발하라고 지시했다. 퍼싱 핵미사일은 제1격에 사용하는 무기체계로서, 400 kt 수소폭탄이 탑재된다.
- 1974년 10월 19일, 한국-프랑스 간 원자력협력협정이 체결되었다. 이스라엘도 1950년대 프랑스 핵기술 이전으로 핵무기를 보유했다.
- 1978년 9월 16일, 속리산에 진도 5.2의 지진이 발생했다. 대한민국 건국 이래 최대 진도였다. 진도 5는 보통 핵 실험할 때 나타나는 진도이며, 자연지진과 인공지진은 명확하게 구별하기가 힘들다.[10] 1962년 미국 세단 핵 실험은 TNT 104 kt의 수소폭탄을 터뜨려 리히터 규모 4.75의 인공지진이 발생했다. 대한민국의 지진 목록 참조.
- 1978년 9월 26일, 사거리 200 km의 백곰 핵미사일 시험발사에 성공했다. 미국 말고도, 프랑스 기술을 일부 도입했다. 서울에서 평양까지가 180 km 거리이다. 세계 7번째 핵탄도 미사일 보유국이 되었다.
- 1978년 10월 7일, 충청남도 홍성군 홍성읍에서 진도 5.0의 지진이 발생했다. 핵 실험이라는 증거는 전혀 없지만, 시기상으로만 보면, 속리산 지진 10일 뒤에 백곰 핵미사일 발사, 다시 10일 뒤에 홍성 지진이 발생했다. 한국은 평소에 진도 5의 지진이 발생하지 않는 나라다.
- 1979년 9월, 미국 지미 카터 대통령이 백곰 핵미사일 시험발사에 크게 반발하여, 존 위컴 주한미군사령관이 한미 미사일 지침이란 메모를 한국 정부에 일방적으로 통보했다. 노재현 국방장관이 서면으로 동의했다. 지대지 탄도 미사일의 사거리를 180 km로 제한한다는 내용인데, 당시에는 사거리 180 km 탄도 미사일 보유국이 6개국 뿐이며, 탄도 미사일의 정확도(CEP)가 떨어져서, 6개국 모두 핵탄두만 탑재했다. 즉 미국은 사거리 180 km 탄도 미사일이 핵탄두만 탑재한다는 것을 잘 알면서도, 이 미사일의 보유를 동의해 주었다.
- 1979년 10월 26일, 박정희 대통령이 친구인 김재규 중앙정보부(KCIA) 국장한테 암살되었다. 김재규는 미국과의 관계 때문에 죽였다고 주장했다.
- 1979년 12월 12일, 박정희 대통령의 양아들로도 불리며, 청와대를 자주 드나들던 전두환 기무사령관이 12·12 군사 반란으로 집권했다. 주한미군사령관이 쿠데타를 묵인하여, 지미 카터 대통령이 집권에 동의함을 나타냈다. 육군 중장 전두환 기무사령관은 포트 베닝의 미국 특전사 학교 1기 유학생 출신이다. 포트 베닝은 미국 특수부대를 훈련하는 곳으로서, 세계 최고의 고문기술 학교가 있으며, 전세계 후진국들의 친미 독재자 장군을 양성하는 곳으로 유명하다.
- 1998년 8월 31일, 북한이 장거리 핵미사일 대포동 1호를 발사해 한국 등에 대포동 쇼크가 발생했다.
- 1999년 4월 10일, 한국 김대중 정부는 현무-2 미사일을 시험발사했다. 1971년 박정희 대통령이 미국 퍼싱 핵미사일을 베끼라고 지시했던 것이다. 미국 퍼싱 핵미사일과 외양이 거의 똑같다. 길이, 직경이 퍼싱과 거의 똑같은데도, 한국 국방부는 사거리가 고작 40 km라고 발표했다. 미국은 당연히 믿지 않았다.
- 2012년 10월, 이명박 대통령이 방미하여 오바마 대통령한테 사거리 800 km 동의를 받아냈다. 한미 미사일 지침 2차 개정이 되었다. 미국이 냉전 시절 서독에 16발을 배치한 MGM-31A 퍼싱 I 핵미사일의 사거리가 740 km이다.
- 2016년 9월 9일, 북한 5차 핵 실험으로 진도 5.3의 지진이 발생했다. 역대 최대 규모 핵 실험이라고 평가되었다.
- 2016년 9월 12일, 2016년 경주 지진으로 진도 5.3의 지진이 발생했다. 대한민국 건국 이래 최대 규모이다.
- 2016년 11월, 미국 공화당 도널드 트럼프가 제45대 대통령에 당선되었다. 닉슨과 개인적으로 친한 트럼프는, 닉슨 독트린과 거의 비슷한 외교정책을 주장하고 있다. 한국은 주한미군, 북핵문제에 대해 닉슨 때처럼 이상한 외교정책이 나오지 않을지를 매우 우려하고 있다.
- 2017년 11월 7일, 문재인 정부 청와대에서 트럼프 미국 대통령을 초정해 열린 한미 정상회담 결과, 양국 정상은 미사일 탄두 중량 제한을 완전히 해제하는 2017년 개정 미사일 지침을 정식으로 채택하였다.

## 관련 자료
- 우방과 제국 한미관계의 두 신화 - 8.15에서 5.18까지, 박태균, 창작과비평, ISBN-13 : 9788936482336
- J. Kimball, The Nixon Doctrine: A Saga of Misunderstanding 2006 [Presidential Studies Quarterly vol 36,issue 1,pages 59–74 ,doi=10.1111/j.1741-5705.2006.00287.x
- H. Meiertöns (2010): The Doctrines of US Security Policy - An Evaluation under International Law, Cambridge University Press, ISBN 978-0-521-76648-7.

## 참고 문헌
1. ↑  President Nixon's Speech on "Vietnamization" November 3, 1969
2. ↑  《글로벌 세계대백과사전》, 〈닉슨 독트린〉
3. ↑  “닉슨 독트린”. 2005년 5월 3일에 원본 문서에서 보존된 문서. 2009년 11월 18일에 확인함.
4. ↑  국가 기록원 나라기록포털 http://contents.archives.go.kr/next/content/listSubjectDescription.do?id=002764 보관됨 2012-11-03 - 웨이백 머신
5. ↑  트럼프, 백악관에 '닉슨 편지' 전시 계획…"자넨 출마하면 이길 걸세", 뉴시스, 2016-12-13
6. ↑  "트럼프 외교의 미덕은 불확실성" …국제질서 강력 변수로 주목, 아주경제, 2016-12-21
7. ↑  트럼프는 정말 고립주의자인가?, 프레시안, 2016.12.07.
8. ↑  트럼프와 CIA(미 중앙정보국)의 권력투쟁 … 둘 중 하나는 무너진다, 내일신문, 2016.12.13.
9. ↑  트럼프 시대...한국 '제2 닉슨 쇼크' 오나, 내일신문, 2016-11-15
10. ↑  "북한 핵실험, 수사 지진학으로 추적한다", 이데일리, 2016-01-06